# Castellote
Castellote – gmina w Hiszpanii, w prowincji Teruel, w Aragonii, o powierzchni 235,18 km². W 2011 roku gmina liczyła 794 mieszkańców.